# Línea 911 (Argentina)
La línea 911 de autobuses es una concesión de jurisdicción nacional para el transporte de pasajeros. El servicio está actualmente operado por la empresa Pehuenche S.A. 
Su recorrido conecta la localidad de Neuquén, cabecera del departamento Confluencia, Provincia del Neuquén, con la localidad de Cipolletti, ubicada al oeste del departamento General Roca, Provincia de Río Negro. 

## Recorridos
- A: Neuquén - Cipolletti
- B: Neuquén (ETON) - Neuquén - Cipolletti
- C: Neuquén (ETON) - Neuquén - Cipolletti - Centenario - Neuquén (Ex línea 905)
- D: Neuquén (ETON) - Neuquén - Cipolletti - Contralmirante Cordero - Campo Grande - San Patricio del Chañar
- E: Neuquén (ETON) - Cipolletti - 25 de Mayo